# Луна Диале, Мауро
Мауро Луна Диале (исп. Mauro Luna Diale; род. 26 апреля 1999, Аргентина) — аргентинский футболист, полузащитник клуба «Ахмат».

## Клубная карьера
Луна — воспитанник клуба «Бока Хуниорс». В 2017 году в матче предсезонного турнира против «Эстудиантеса» он дебютировал за основной состав. В начале 2019 года Луна на правах аренды перешёл в уругвайский «Серро-Ларго». 17 февраля в матче против «Данубио» он дебютировал в уругвайской Примере. 16 марта в поединке против «Серро» Мауро забил свой первый гол за «Серро-Ларго».
В 2020 году Луна был арендован «Унион Санта-Фе». 1 ноября в матче против «Арсенала» из Саранди он дебютировал в аргентинской Примере. 8 ноября в поединке против «Расинга» Мауро забил свой первый гол за «Унион Санта-Фе». По окончании аренды клуб выкупил трансфер игрока.
18 июля 2024 года перешёл в грозненский «Ахмат», заключив четырёхлетний контракт. Дебютировал за клуб 31 июля, выйдя на замену в домашнем кубковом матче против «Пари НН».